# Lobbing pośredni
Lobbing pośredni (także: lobbing oddolny) – technika wspomagania tradycyjnego lobbingu, która ma za zadanie ukazanie rządzącym i opinii publicznej, że polityka, za którą lobbuje dana grupa, popierana jest nie tylko przez nią, ale też przez szerokie masy społeczne.

## Charakterystyka
W lobbingu pośrednim przedsiębiorstwa lobbingowe przekonują różnego rodzaju podmioty (organizacje społeczne, non-profit, NGO) do swoich racji i zachęcają, aby występowały one, już we własnym imieniu, do polityków sprawujących władzę. Organizacje te wzbudzają z kolei aktywność społeczną wśród własnych, często bardzo zdyscyplinowanych, zwolenników, co może owocować nawet milionami aktywności w danej sprawie (listy, maile, telefony, demonstracje), a także zebranie określonych środków finansowych na lobbowany cel. Do działań tego rodzaju lobbingu wykorzystuje się np. autorytety środowiskowe, liderów organizacji społecznych, polityków, hierarchów wspólnot religijnych, naukowców, czy ekspertów w różnych dziedzinach.
Lobbing pośredni jest kosztowniejszy od bezpośredniego, ponieważ ma wyższe koszty organizacyjne i prowadzony jest za pomocą drogich mediów. Mimo tego, z uwagi na wysoką skuteczność, jest formą rozwojową.
W myśl prawa taka forma działalności lobbingowej nie jest formalnie uznawana za lobbing.

## Przykłady
Lobbing pośredni prowadzony przez organizacje działające na rzecz wprowadzenia zakazu chowu zwierząt w celu pozyskania futer jest w Polsce taktyką organizacji prozwierzęcych. Również organizacje pro-life stosowały tego rodzaju lobbing, by oddziaływać na polityków w celu wprowadzenia ustawodawstwa antyaborcyjnego (stosowano zwykle techniki manifestacji, pikiet, happeningów i petycji).